# Kaleidoscope (高見沢俊彦のアルバム)
『Kaléidoscope』（カレイドスコープ）は、2007年7月18日にリリースされた高見沢俊彦の2枚目のオリジナル・アルバム。

## 概要
連続ドラマのサウンドトラック盤を除いては『主義-ism:』以来となる16年ぶりのオリジナル・アルバム。本作では、制作されたオリジナル楽曲の作詞のほとんどを外部に委託しており、レコーディングに参加したミュージシャンとコラボレーションしている。DVD付でスペシャル・ジャケットの初回限定盤と通常盤の2形態で発売。DVDは52分間の映像作品となっており、先行シングル「千年ロマンス」のミュージック・ビデオと本作参加ミュージシャンのコメントが収録されている。

## 収録楽曲

### CD
作詞・作曲・編曲：高見沢俊彦（特記以外）
1. 禁断の果て
  - 作詞：つんく♂ 　編曲：高見沢俊彦 with 本田優一郎
2. 愛の偶像（ラブ・アイドル）
  - 作詞：みうらじゅん
3. 騒音おばさんVS 高音おじさん
  - 作詞：宮藤官九郎
4. Super Star
  - 作詞：Elvis Woodstock　編曲：高見沢俊彦 with 岸利至
5. 千年ロマンス（Album Mix）
  - 作詞：綾小路翔
6. Kaléidoscope
7. Techno Glamorous （'59 LP Standard）（Instrumental）
  - 編曲：高見沢俊彦 with 岸利至
8. Endless Dream 2007
  - 編曲：高見沢俊彦 with 本田優一郎
9. けだるい色の花
  - 作詞：向井秀徳
10. 若者たち
  - 作詞：藤田敏雄　作曲：佐藤勝　編曲：高見沢俊彦 with 本田優一郎
11. LONELY LONELY
  - 作詞：つんく♂
12. 洪水の前
  - 作詞：浦沢直樹

### DVD
1. Takamizawa Kaleidoscope Network
  - Luke Takamura Comment
  - Anchang Comment
  - KOJI Comment
  - Kohey Tsuchiya Comment
2. 千年ロマンス Video Clip

## 参加ミュージシャン
各参加者横の数字は参加した楽曲のトラック番号を表す。
- Chorus Voices

高見沢俊彦
つんく♂(シャ乱Q)（1）
バイト君(Babah1)(グループ魂)（3）
破壊(Babah2)(グループ魂)（3）
石鹸(Babah3)(グループ魂)（3）
港カヲル(Babah4)(グループ魂)（3）
杉並児童合唱団（4）
綾小路翔(氣志團)（5）
関谷謙太郎(UNDER THE COUNTER)（10）
徳田憲治(スムルース)（10）
永友聖也(キャプテンストライダム)（10）
大久保剛(音速ライン)（10）
藤井敬之(音速ライン)（10）
稲垣学(THE LOCAL ART)（10）
大野一光(THE LOCAL ART)（10）
岡田悟志(THE LOCAL ART)（10）
横内武将(THE LOCAL ART)（10）
つよし(太陽族)（10）
アリ(太陽族)（10）
花男(太陽族)（10）
そら坊(太陽族)（10）
一色徳保(つばき)（10）
小高芳太朗(ランクヘッド)（10）
山下壮(ランクヘッド)（10）
合田悟(ランクヘッド)（10）
石川龍(ランクヘッド)（10）
- Guitar

高見沢俊彦
Anchang(SEX MACHINEGUNS)（3、6、7）
Koji(ALvino、元La'cryma Christi)（6、10）
土屋公平（5）
ルーク篁(CANTA、元聖飢魔II)（1、2、3、4、6、7、10）
- Keyboards Programming

高見沢俊彦
武部聡志（1、2、5）
本田優一郎（1、7）
山石敬之（2、3、6、8）
岸利至（4、5、12）
- Drums

そうる透（2、3、5、7、8、9、10、12）
吉田太郎（1、6、11）
- Bass

中川量（1、2、3、5、6、7、8、9、10）